# Яхонтово (Липецкая область)
Я́хонтово - село Спешнево-Ивановского сельсовета Данковского района Липецкой области. 

## История
Известно по документам с 1771 г.

## Население
По данным всероссийской переписи за 2010 год население села составляет 52 человека.